# Bacallà a la vicentina

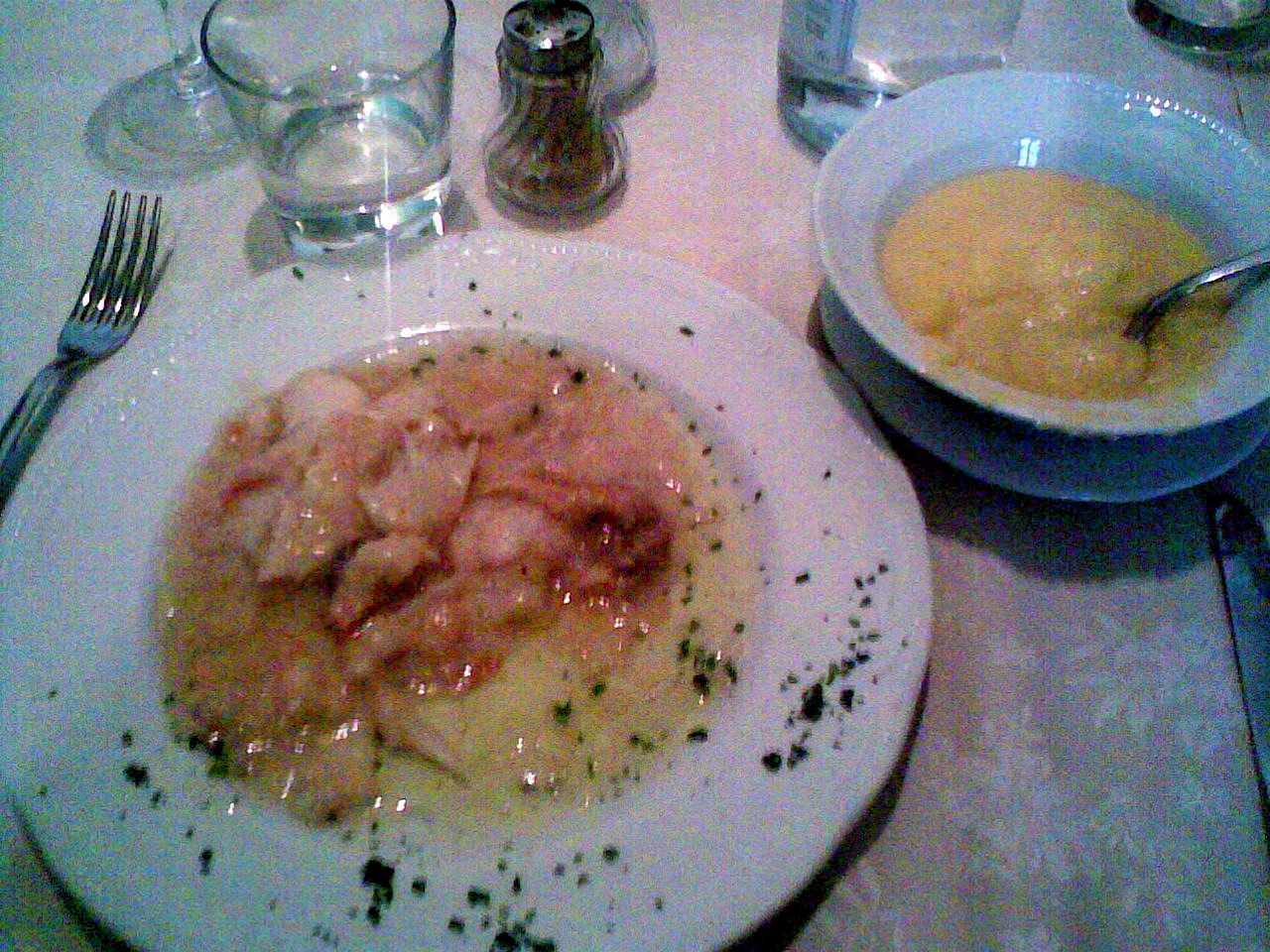
Bacallà a la vicentina acompanyat de polenta. El bacallà sec amb el que es prepara aquest plat va ser importat al Triveneto des de la costa de Noruega al segle XV pels navegants venecians.

El bacallà a la vicentina (en italià bacalà o baccalà alla vicentina) és un plat típic de la cuina de Vicenza (Itàlia) fet amb peix sec, concretament bacallà.
La seua recepta es transmet de generació en generació i quasi totes les famílies empren una o diverses variacions poc importants, i que generalment són guardades gelosament.
El bacallà ha de ser d'excel·lent qualitat. El més ben considerat és el conegut com ragno (aranya) procedent de les illes Lofoten, a Noruega. Després d'esser xafat, ha de posar-se a remulla durant tres dies, en aigua corrent, perquè es faça moll. Aleshores es neteja, s'enfarina i es cou en una olla a foc lent amb molt ceba, cobrint-lo amb llet i oli d'oliva en quantitats semblants. A l'hora de servir-lo s'acompanya d'abundant polenta groga.
A la segon meitat del segle XX va nàixer a la província de Vicenza la Confraternita del Bacalà, una associació de restauradors i gastrònoms per a promoure aquest plat segons la seva recepta original.

## Història
El costum d'assecar bacallà (Gadus morhua) per a conservar-lo és molt antiga: hi ha documents que arrepleguen aquest costum al Mar del Nord des de l'època de Carlemany (segle ix).
La Confraternita del Bacalà informa d'una llegenda segons la qual «es diu que en 1269, els vicentins que intentaven assaltar el castell de Montebello, defés per veronesos, respongueren als guàrdies que els donaren l'alto: "oh, que bé, portem polenta i bacallà." I després els veronesos, golosos, obriren la porta.»
El bacallà assecat fou introduït al Triveneto pels venecians, que eren gran navegants i portaven al país totes les novetats. La versió més popular sosté que en 1432, l'expedició a mans del capità venecià Pietro Querini va naufragar a Noruega, davant les costes de les illes Lofoten. En tornar a casa, Querini va portar bacallà assecat, que al Triveneto va ser anomenat baccalà (terme que a la resta d'Itàlia fa referència al bacallà en salaó). Els venecians el van veure com una alternativa atractiva al bacallà fresc, car i molt perible. Així va nàixer la tradició de menjar aquest plat segons diferents receptes, entre elles el bacallà a la vicentina.
El municipi de Sandrigo, a pocs quilòmetres a l'est de Vicenza, es defineix com la pàtria del bacallà, manté lligams històrics amb les illes Lofoten i organitza un festival anual, que dura una setmana, en honor d'aquest plat.